# بيت العشملى (الشعر)

تعديل مصدري - تعديل

بيت العشملى هي إحدى قرى عزلة مقنع بمديرية الشعر التابعة لمحافظة إب، بلغ تعداد سكانها 231 نسمة حسب تعداد اليمن لعام 2004.